# Шкроботы
Шкроботы (укр. Шкроботи) — село,
Рубанский сельский совет,
Недригайловский район,
Сумская область,
Украина.
Код КОАТУУ — 5923585003. Население по переписи 2001 года составляло 2 человека .
Село указано на специальной карте Западной части России Шуберта 1826-1840 годов как хутор Шкроботов.

## Географическое положение
Село Шкроботы находится на расстоянии до 1,5 км расположены сёла Перекор, Овечья, Рубанка и Зарудье (Роменский район).
По селу протекает пересыхающий ручей с запрудой.